# Anthurium paraguayense
Anthurium paraguayense es una especie de planta de la familia Araceae.

## Descripción
Anthurium paraguayense es una planta herbácea, con rizomas notorios. Altura hasta 60 cm. Hojas simples, lanceoladas, margen ondulado. Espata verde-violácea. Bayas rojizas (morado-negruzcas a la madurez).
Existen ejemplares en el Jardín Botánico Miguel Lillo. Fundación Miguel Lillo, Tucumán, Argentina.
Por su buen follaje puede cultivarse como ornamental, en exteriores e interiores. Sus hojas pueden ser comidas por caracoles.